# Terani Faremiro
Terani Faremiro (ur. 4 maja 1988 w Tahiti) – lekkoatletka z Polinezji Francuskiej, multimedalistka Igrzysk Południowego Pacyfiku 2007. Jako juniorka uprawiała siedmiobój, następnie wyspecjalizowała się w biegach sprinterskich, w których wystąpiła na MŚ w 2009 i HMŚ w 2012.
Mistrzostwa Świata Juniorów Młodszych w Lekkoatletyce 2005 była pierwszą większą imprezą w której wystąpiła. W siedmioboju była 26. Na Igrzyskach Południowego Pacyfiku 2007 zdobyła brązowe medale w biegu na 100 m przez płotki i skoku wzwyż oraz złoty w siedmioboju.
Na Mistrzostwach Oceanii w Lekkoatletyce 2010 w Cairns zdobyła brązowy medal w trójskoku i srebrny w skoku w dal.
Na Mistrzostwach Świata 2009 pobiegła swój nowy rekord życiowy 12,96 s w fazie eliminacyjnej biegu na 100 m, na czym zakończyła udział w rywalizacji (zajęła szóste miejsce w swoim biegu, 50. ogółem). Na Halowych Mistrzostwach Świata w biegu na 60 m uplasowała się na szóstym miejscu w swoim biegu eliminacyjnym i nie awansowała dalej. Jej czas wynosił 8,46 s (nowy rekord życiowy) i pozwolił na zajęcie 57. miejsca.

## Rekordy życiowe
| Konkurencja                               | Wynik        | Data i miejsce                  |
| ----------------------------------------- | ------------ | ------------------------------- |
| Bieg na 60 metrów (hala)                  | 8,46 s       | 10 marca 2012, Stambuł (HMŚ)    |
| Bieg na 100 metrów                        | 12,96 s      | 16 sierpnia 2009, Berlin (MŚ)   |
| Bieg na 200 metrów                        | 26,72 s      | 15 lipca 2005, Marrakesz (MŚJM) |
| Bieg na 800 metrów                        | 2:34,05 min. | 16 lipca 2005, Marrakesz (MŚJM) |
| Bieg na 100 metrów przez płotki (76,2 cm) | 15,04 s      | 15 lipca 2005, Marrakesz (MŚJM) |
| Skok wzwyż                                | 1,60 m       | 15 lipca 2005, Marrakesz (MŚJM) |
| Skok w dal                                | 5,16 m       | 16 lipca 2005, Marrakesz (MŚJM) |
| Pchnięcie kulą                            | 8,79 m       | 15 lipca 2005, Marrakesz (MŚJM) |
| Rzut oszczepem                            | 24,51 m      | 16 lipca 2005, Marrakesz (MŚJM) |
| Siedmiobój                                | 4405 pkt     | 22 maja 2005, Pater             |